# Alegoría de la Paz y la felicidad del Estado
Alegoría de la Paz y la felicidad del Estado, también llamada La Paz y la Guerra, es una obra de grandes dimensiones realizada en el siglo XVII que forma parte de la colección de la Biblioteca Museo Víctor Balaguer de Villanueva y Geltrú. Como dato interesante, este cuadro esconde, dentro de su particular historia, una discusión sobre su autoría. Siendo unas de las primeras obras que formó parte del museo, se registró en la documentación de su entrada como una obra atribuida al maestro flamenco Jacob Jordaens pero, después de un estudio, en el año 2011, se determinó que la pintura pertenecía al taller de Rubens y, por lo tanto, la investigación puso luz a su autoría.
A partir de la representación metafórica, se presenta la idea abstracta de la Paz como resultado lógico de la justicia y el buen gobierno y, a través de los distintos personajes de la composición, el autor cuelga de este concepto inicial, la consecuencia de la abundancia y la prosperidad que llega gracias a ella. 
Después de pasar distintas décadas en los almacenes, la última fotografía donde aparece en la sala es de los años 30, se realizó una restauración profunda puesto que tenía deteriorada la capa pictórica y gracias a ella se pudo volver a exponer en la sala donde había estado originariamente.

## Análisis formal

### Temática
Esta obra es una alegoría de la Paz. La exegesis alegórica parte de la suposición que, mediante el "decir de otra forma" pueden ser desveladas las ideas abstractas y no contingentes contenidas en los mitos, los cuales tendrían que interrumpir en la vida cotidiana cargadas con un benéfico contenido ético - religiosos. En otras palabras, la alegoría es una figura de estilo que busca las relaciones entre el sentido literal y obvio de los textos y mensajes y el sentido profundo y "verdadero", con el fin de establecer pautas de buen comportamiento para la vida cotidiana.
Las alegorías en arte son representaciones de ideas abstractas a partir de personajes u objetos simbólicos. Cada alegoría - como los santos o las divinidades - tiene su atributo y este es el que da la clave para interpretarla. en la mitología clásica la idea la Paz se convirtió en una abstracción divinizada y solía ser representada como una chica joven con una rama de olivo en la mano y una antorcha con la que quema las armas utilizadas en combate. La alegoría secular de la paz celebra el final de una guerra y la abundancia es el fruto de esta paz.

## Composición
La pintura presenta una escena alegórica sobre la Paz con un grupo de imágenes en composición espiral. En este caso la Paz es encarnada por la figura central, cubierta con drapeados blancos y sosteniendo una hoja de palma que, en diagonal, conduce al espectador en la parte izquierda del cuadro donde un amorcillo o putti, palabra proveniente del italiano, es quien prende fuego a las armas para poner fin al conflicto. En el centro del punto de fuga aparece una enorme cornucopia desde donde se vierten uvas y frutas. Rodean la Paz tres figuras femeninas que, según la tradición clásica, son su madre y sus dos hermanas. Compositivamente el autor también puso énfasis en el pecho, pulsado probablemente por su propia madre, Temis, pintada con la empuñadura de una espada sobresaliendo de la espalda, haciendo entrar, con este gesto, en el juego de las representatividades las ideas de plenitud y prosperidad. Los otros dos personajes son las hermanas: Eunomía, que aparece abrazando el cuerno de la abundancia, y Dice, que también acarrea armas.